# Anuszteginidzi
Anuszteginidzi – Turecka dynastia, panująca w Azji Środkowej i Iranie w latach 1077–1231.
Jej założycielem był Anusztigin Gharcza'i, seldżucki gubernator Chorezmu w latach 1077–1097/1098. Jego następcy, noszący od roku 1098 tytuł chorezmszacha, a od 1166 także sułtana, stopniowo rozszerzyli swoją władze na kraje ościenne, tworząc rozległe, choć efemeryczne Imperium Chorezmijskie. Po upadku imperium  na skutek najazdu mongolskiego w roku 1220, ostatni przedstawiciel dynastii,  Dżalal ad-Din Manguberti kontynuował zaciekłą walkę przeciw najeźdźcom aż do swojej śmierci w roku 1231.
Przedstawiciele dynastii :
- Anusztigin Gharcza'i (1077–1098)
- Kutb ad-Din Muhammad I (1098–1128)
- 'Ala ad-Din Atsyz (1128–1156)
- Tadż ad-Dunja Il Arslan (1156–1172)
- Dżalal ad-Dunja Sultanszach (1172–1193, panował tylko w Chorasanie.)
- ’Ala ad-Din Tekesz (1172–1200, do 1193 panował w Chorezmie, potem w całym państwie.)
- ’Ala ad-Din Muhammad II (1200–1220, utracił władzę w wyniku najazdu Mongołów, wkrótce zmarł)
- Dżalal ad-Din Manguberti (1220–1231, panował kolejno w różnych krajach)